# Almási P. András
Almási Porkoláb András (Fertősalmás, 1612. – 1642 után) magyar református tanár, teológiai író.

## Élete
Erdélyi származású, édesapja Porkoláb János Ugocsa vármegyei táblabíró. Bethlen István erdélyi fejedelem költségén tanult a franekeri egyetemen; Franekerbe 1638-ban utazott, és ugyanazon év november 18-án iratkozott be az egyetemre. 1640-41-ben három ízben volt respondens a magyar diákok által tartott teológiai vitasorozatokon, Mogyorósi Elek verssel üdvözölte disputációját. Feltételezések szerint 1641. elején megfordult Angliában is, ahova hajóval utazott, Londonban meglátogatta Bánffihunyadi János kémiai professzort. Ezután Almási Porkoláb visszatért Hollandiába és 1641. június 8-tól a leideni egyetemen folytatta tanulmányait. 1641 őszén tért vissza Erdélybe, október 15-én már Kolozsváron volt, ahol rektornak, azaz iskolaigazgatónak választották. Csaholczi Pap András "De Monachatu" tárgykörben Utrechtben 1643. február 11. és május 27-e között tartott vitatkozásait többek között "D. Andreae Almási"-nak is ajánlotta.

## Munkái
- De fide patrum veteris testamenti. Franequerae, 1640.
- De tribus divinis personis in uno divinitate. Franequerae, 1640. (Enyedi György unitárius szuperintendens ellen van írva, és olyan figyelmet keltett, hogy magasztaló költeményeket írtak róla.)
- De theologia in genere. Franequerae, 1640.
- De providentia. Franequerae, 1640.